# Discestra ortruda
Discestra ortruda är en fjärilsart som beskrevs av Smith 1910. Discestra ortruda ingår i släktet Discestra och familjen nattflyn. Inga underarter finns listade i Catalogue of Life.